# 914 v.Chr.
Het jaar 914 v.Chr. is een jaartal volgens de christelijke jaartelling.

## Gebeurtenissen
- Einde van de regeerperiode van Rechabeam, koning van Juda. Abia van Juda volgt hem op.